# Andréi Kariaka
Andréi Konstantinovich Kariaka (en ruso: Андрей Константинович Каряка; Dnipropetrovsk, Unión Soviética, 1 de abril de 1978) es un exfutbolista ruso de origen ucraniano que se desempeñaba como centrocampista y como volante.

## Selección nacional
Ha sido internacional con la Selección de fútbol de Rusia, ha jugado 27 partidos internacionales y ha anotado 6 goles.

## Clubes
| Club                    | País     | Año         |
| ----------------------- | -------- | ----------- |
| PFK Metalurg Zaporizhia | Ucrania  | 1996 - 1998 |
| CSKA Kiev               | Ucrania  | 1998 - 2000 |
| Krylia Sovetov Samara   | Rusia    | 2000 - 2005 |
| SL Benfica              | Portugal | 2005 - 2007 |
| FC Saturn               | Rusia    | 2007 - 2010 |
| FC Dinamo Moscú         | Rusia    | 2011        |
| Volga Nizhni Nóvgorod   | Rusia    | 2012 - 2014 |